# 許知遠
許知遠（きょ ちえん、簡体字:许知远、1976年9月27日‐）とは、中国江蘇省連雲港市灌南県出身の作家、独立系書店の単向街書店の創業者である。
『経済観察報』の主筆を務め、雑誌『生活』の出版人、亞洲週刊とフィナンシャル・タイムズのコラムニスト、その他に多くの執筆物がある。また、日本の東京銀座にも出店している北京で創業した独立系書店の単向街書店（中国語:单向街书店、のちに单向空间へ改名）の創業者である。

## 経歴
1976年9月27日、中国江蘇省連雲港市灌南県に生まれ、7歳まで住んでいた。1983年に、鄧小平が100万人の兵力を削減したことから、鉄道兵であった父と共に北京に移住した。2000年に北京大学計算機系を卒業した。
2000年から2001年4月までELONG网の内容総監、2001年から『経済観察報』の主筆を務めた。
2006年、友人たちと資金を出し合い単向街書店を創業し、北京に一号店を出店した。
2009年8月から2010年8月までの1年間、イギリスのケンブリッジ大学にて客員研究員を務め、2013年から2014年まではアメリカのカリフォルニア大学バークレー校で客員研究員を務めた。
2016年からは、招待したゲストとの対談を配信する番組『十三邀』の司会を務めている。

## 作品
- 《那些忧伤的年轻人》[2]
- 《我要成为世界的一部分》
- 《转折年代》[2]
- 《纳斯达克的一代》[2]
- 《昨日与明日》
- 《思想的冒险》
- 《新闻业的怀乡病》
- 《这一代人的中国意识》[2]
- 《中国纪事》
- 《醒来——110年的中国变革》
- 《鍍金中國：大國雄起的虛與實》（《醒来》香港版），天窗出版，2009年
- 《祖国的陌生人》
- 《一个游荡者的世界》
- 《未成熟的國家》
- 《伪装的盛世》
- 《極權的誘惑》
- 《抗争者》
- 《青年变革者：梁启超》，上海人民出版社，ISBN 9787208157835
- 《梁启超：亡命》

## 出演
- 『十三邀（中国語版）』 - 対談番組司会
- 『アートカレッジ 1994』 - 長編アニメ映画の声優